# Ormocarpum trachycarpum
Ormocarpum trachycarpum är en ärtväxtart som först beskrevs av Paul Hermann Wilhelm Taubert, och fick sitt nu gällande namn av Hermann August Theodor Harms. Ormocarpum trachycarpum ingår i släktet Ormocarpum och familjen ärtväxter. Inga underarter finns listade i Catalogue of Life.